# Rocco Salomone

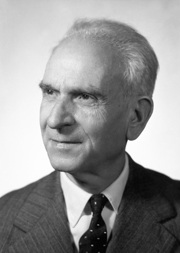
Rocco Salomone

Rocco Salomone (* 26. Oktober 1883 in Pizzo Calabro, Catanzaro, Provinz Catanzaro; † 1. November 1960 in Rom) war ein italienischer Politiker der Christdemokratischen Partei DC (Democrazia Cristiana), der zwischen 1948 und seinem Tode 1960 Mitglied des Senats (Senato della Repubblica) war. Er war unter anderem im Kabinett De Gasperi VIII und im Kabinett Pella von 1953 bis 1954 Minister für Landwirtschaft und Forsten.

## Leben
Rocco Salomone war als Rechtsanwalt tätig und schloss seine Promotion zum Doktor der Rechte mit der Dissertation Il Motivi etici e fenomeni economici processo Cuocolo ab, in der sich mit den ethischen Gründen und wirtschaftlichen Phänomenen im Cuocolo-Prozess befasste. Der Cuocolo-Prozess war das erste Gerichtsverfahren, in dem viele Mitglieder der neapolitanischen Camorra angeklagt wurden. Zwischen 1911 und 1912 in Viterbo wegen „berechtigten Verdachts“ festgehalten, hatte es ein großes Medienecho und endete mit zahlreichen, schweren Urteilen. Laut vielen Analysten wurde der Prozess jedoch durch mehrere Unregelmäßigkeiten und die Manipulation von Beweisen beeinträchtigt.
Er wurde am 18. April 1948 für die Christdemokratische Partei DC (Democrazia Cristiana) erstmals zum Mitglied des Senats (Senato della Repubblica) gewählt und vertrat in diesem nach seinen Wiederwahlen am 7. Juni 1953 und am 25. Mai 1960 bis zu seinem Tode am 1. November 1960 die Region Kalabrien. In der ersten Legislaturperiode (1948 bis 1953) zwischen dem 16. Juni 1948 und dem 28. Juli 1950 zunächst Vizepräsident und daraufhin vom 29. Juli 1950 bis zum 24. Juni 1953 Präsident der Ständigen Kommission für Landwirtschaft und Ernährung (8ª Commissione permanente (Agricoltura e Alimentazione)). Zugleich war er in Vertretung von Minister Ezio Vanoni zwischen dem 28. Oktober 1949 und dem 28. Juli 1950 Mitglied der Ständigen Kommission für Finanzen und Schatz (5ª Commissione permanente (Finanze e tesoro)). Daneben war er vom 28. Oktober 1949 bis 24. Juni 1953 Präsident der Sonderkommission für die Ratifizierung von Gesetzesdekreten (Commissione speciale ddl ratifica decreti legislativi) sowie zwischen dem 9. Juni 1950 und dem 31. Dezember 1951 Präsident der Parlamentarischen Beratungskommission für die Sila-Hochebene (Commissione parlamentare consultiva per l’altopiano della Sila).
In der zweiten Legislaturperiode (1953 bis 1958) übernahm Salomene am 16. Juli 1953 im Kabinett De Gasperi VIII das Amt als Minister für Landwirtschaft und Forsten (Ministro dell'agricoltura e delle foreste) und bekleidete dieses bis zum 16. August 1953. Zugleich war er zwischen dem 17. Juli und dem 16. August 1953 auch kommissarischer Hochkommissar für Ernährung (Alto Commissario ad interim per l’alimentazione). Die Ämter als Minister für Landwirtschaft und Forsten und als kommissarischer Hochkommissar für Ernährung übte er vom 17. August 1953 bis zum 17. Januar 1954 auch im Kabinett Pella aus. Nach seinem Ausscheiden aus der Regierung war er zwischen dem 8. April 1954 und dem 11. Juni 1958 Präsident der Parlamentarischen Kommission für die Stellungnahme zum neuen allgemeinen Zolltarif (Commissione parlamentare per il parere sulla nuova tariffa generale dei dazi doganali) sowie vom 10. November 1954 bis zum 11. Juni 1958 auch wieder Präsident der Sonderkommission für die Ratifizierung von Gesetzesdekreten. Zwischenzeitlich war er außerdem zwischen dem 18. Februar und dem 13. Dezember 1955 Präsident der Sonderkommission zur Prüfung des Gesetzentwurfs Nr. 947 über außerordentliche Maßnahmen für Kalabrien (Commissione speciale per l'esame del disegno di legge concernente provvedimenti straordinari per la Calabria (n. 947)).
In der dritten Legislaturperiode (1958 bis 1963) war er zunächst zwischen dem 9. Juli 1958 und dem 10. Mai 1960 erst Mitglied der Ständigen Kommission für Landwirtschaft und Ernährung sowie im Anschluss vom 11. Mai bis zu seinem Tode am 1. November 1960 Mitglied der Ständigen Kommission für Verteidigung (4ª Commissione permanente (Difesa)). Außerdem fungierte er zwischen dem 25. Juli 1958 und dem 1. November 1960 weiterhin als Präsident der Präsident der Parlamentarischen Kommission für die Stellungnahme zum neuen allgemeinen Zolltarif. Nach seinem Tode am 1. November 1960 rückte Nicola Vaccaro, der bereits von 1948 bis 1958 Senator war, als Ersatzvertreter (Sostituito) für ihn nach.